# Carlos Vila Nova

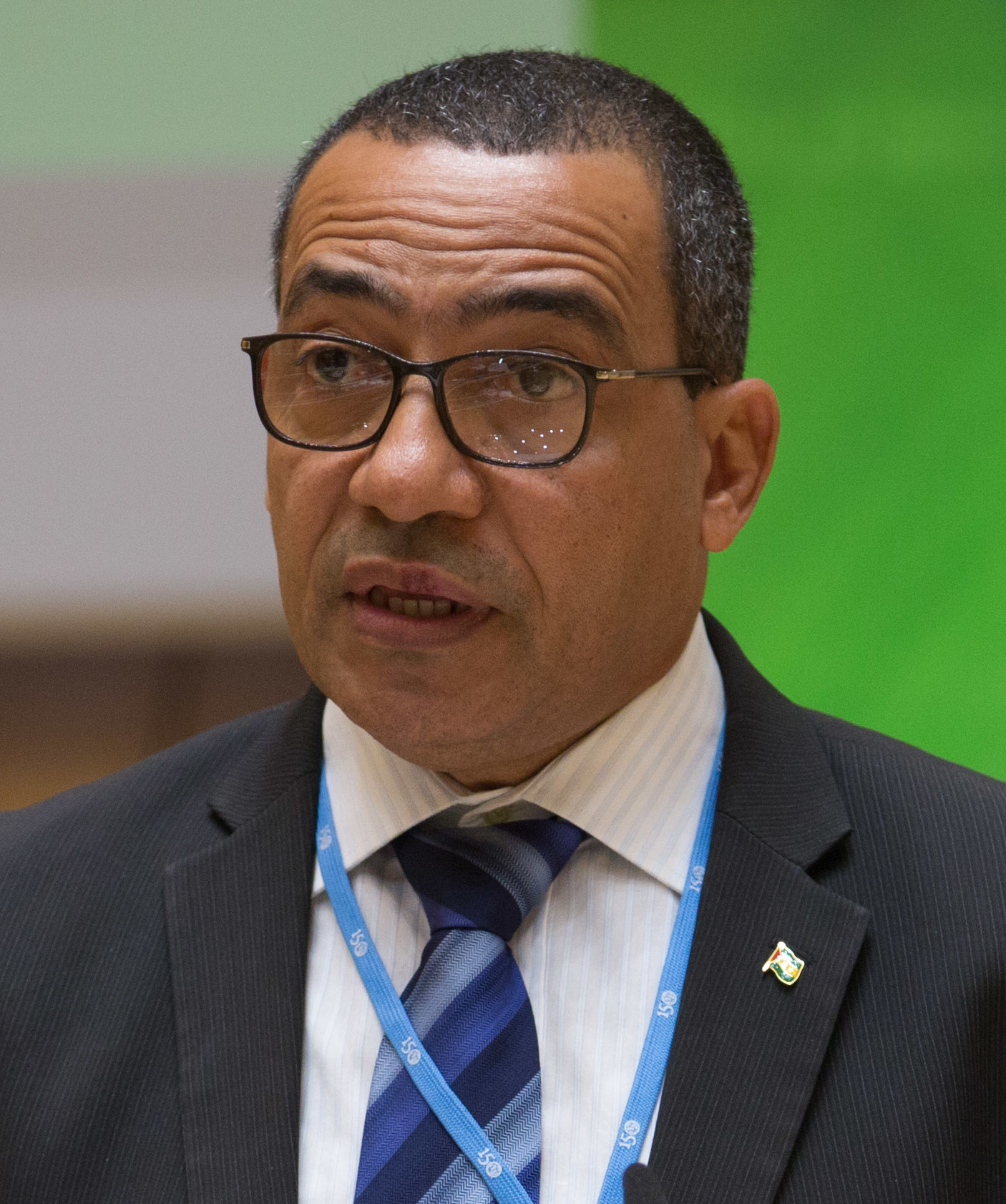
Carlos Vila Nova (2015)

Carlos Manuel Vila Nova (* 27. Juli 1959 in Neves) ist ein são-toméischer Politiker der Acção Democrática Independente. Am 6. September 2021 wurde er zum Präsidenten von São Tomé und Príncipe gewählt. Gegenkandidat bei den Präsidentschaftswahlen war Guilherme Posser da Costa.

## Laufbahn
Vila Nova wurde in Neves geboren, einer Stadt im Distrikt Lembá an der Nordküste der Insel São Tomé. Er erwarb 1985 einen Abschluss in Nachrichtentechnik an der Universität von Oran in Algerien, und kehrte dann zurück, um Leiter der Computerabteilung des staatlichen Statistikamtes zu werden. Im Jahr 1988 verließ er den öffentlichen Dienst und wurde Verkaufsleiter im Hotel Miramar, dem damals einzigen Hotel des Landes, 1992 wurde er zu dessen Direktor befördert. 
Im Jahr 1994 erhielt er einen MBA der Villanova University in den Vereinigten Staaten. Vila Nova war danach weiterhin in der Tourismusbranche tätig, bis er 2010 in die Politik ging. Er war von 2010 bis zum Verlust der Regierungsmehrheit 2012 Minister für öffentliche Arbeiten und natürliche Ressourcen im Kabinett von Patrice Trovoada. Als Trovoadas Acção Democrática Independente (ADI) 2014 wieder die Mehrheit erlangte, wurde er zum Minister für Infrastruktur, natürliche Ressourcen und Umwelt ernannt. 2018 wurde Vila Nova in die Nationalversammlung gewählt. Er wurde als Kandidat der ADI für die Präsidentschaftswahlen 2021 nominiert.
Am 6. September 2021 wurde er mit 58 % der Stimmen zum Präsidenten von São Tomé und Príncipe gewählt und besiegte Guilherme Posser da Costa der Movimento de Libertação de São Tomé e Príncipe.